# لندست ۶
لندست ۶ (انگلیسی: Landsat 6) ماهواره‌ای بود که با تجهیزات ارتقاء یافته برای ادامه پروژه لندست طراحی شده بود. لندست ۶ در سال ۱۹۹۳ با استفاده از ماهواره‌بر تیتان ۲ به فضا پرتاب شد اما نتوانست در مدار قرار گیرد، به همین دلیل ماهواره‌های لندست ۴ و لندست ۵ بیش از زمان‌بندی اولیه مورد استفاده قرار گرفتند.